# Trichomycteridae
Famille
Les Trichomycteridés (Trichomycteridae) forment une famille de poissons-chats appartenant à l'ordre des Siluriformes. 

## Liste des sous-familles
- Copionodontinae
- Glanapteryginae
- Sarcoglanidinae
- Stegophilinae
- Trichogeninae
- Trichomycterinae
- Tridentinae
- Vandelliinae dont Paracanthopoma parva